# Mendikantorden
Mendikantorden (latin: mendicare, "att tigga"), tiggarorden, är inom Romersk-katolska kyrkan en samlingsbeteckning på under 1200-talet sex grundade religiösa ordnar: dominikanorden, franciskanorden, karmelitorden, servitorden, eremitaugustinorden och mercedarieorden.
I förhållande till tidigare ordnar, främst benediktinorden, utmärkte sig tiggarordnarna för sin rörlighet. Benediktiner hade avlagt ett löfte om stabilitas, om att inte lämna sitt kloster. Tiggarbröderna däremot, som tillhörde en ny sorts orden med många ordenshus (konvent) över stora delar av den kristna världen, kunde färdas från ett av sina ordenshus till ett annat på olika predikoturer eller för undervisning (tiggarordnarna blev snabbt framträdande vid universiteten). Dessutom var tiggarordnarna inte självförsörjande och bebodde inte heller ödsliga trakter utan bodde i städerna, där de levde av allmosor och donationer, därav samlingsbeteckningen "tiggarordnar". En munk som tillhörde någon av mendikantordnarna benämndes mendikant, tiggarmunk.
De nya ordnarna förknippades ofta med predikoverksamhet, varför de ibland även benämns predikarordnar. Ett av servitordens huvudsakliga syften är predikande av evangelium. I strikt bemärkelse var det även dominikanorden och franciskanerna som häri såg en av sina främsta uppgifter, medan karmelitorden och i viss mån eremitaugustinerna alltid varit mera renodlat kontemplativa. Bara hos dominikanerna har verbet predika satt avtryck i ordens officiella namn: ordo praedicatorum, "predikarnas orden".